# オール与党
オール与党（オールよとう）とは、日本の国会ならびに地方自治において、ほとんどの国政政党が与党化し与野党間の差異が縮小する現象のこと。

## 地方自治体

### 歴史

#### 発生
1960年代後半から1970年代の前半にかけて、日本各地（主に都市部）で日本社会党（社会党）などのリベラル勢力に担がれた「革新首長」が誕生する。革新首長に率いられた自治体（革新自治体）では、環境・公害問題や過疎・過密問題の是正、福祉政策などが重視された。
1970年代に生じた2度のオイルショックは中央と地方の財政を悪化させた。これにより、革新自治体の政策の柱であった「シビル・ミニマム論（成長の果実を住民福祉に回すべきという理論）」の実現が難しくなる。さらに中道政党であった公明党・民社党は保守・自由民主党（自民党）寄り（自公民路線）にシフトし、保守系政治家の中からもかつて革新系政治家が唱えていた環境保護・社会福祉に取り組む動きが出てきた。この結果、社会党が描いていた中道政党と共に地方自治から中央政界に駆け上がる構想は挫折した。
革新自治体は比較的に社会党など革新勢力が強い地域であるが、それでも多くの地方議会では自民党など保守系議員が多数を占めていた。そのため、革新首長が教条的な政策を打ち出した場合、野党が多数を占める議会は首長の提出した条例案・予算案・人事案に反対し、地方行政が停滞する事態に陥った。そこで革新首長の中には、現実路線に転向して保守系議員たちを与党に引き込み、地方行政の停滞を回避する者も現れた。この時、従来から首長の支持基盤であった革新系議員たちは野党になることを嫌い、保守系議員たちと共に与党を構成し続けることがあった。このような形で、議会のほとんどを与党が占める「オール与党体制」が各地の革新自治体の議会で誕生した。保守系と手を結んだ首長は「地域のために」などのスローガンで、政策面での妥協を正当化した。議員たちはオール与党体制を維持するために、しばしば政党色が薄い公務員を革新首長の後継者として擁立し、国政与党と国政野党が共通の候補者を支持する「相乗り」が行われた。
国政政党の保守与党が国政政党の革新野党候補を支持した例として、滋賀県の武村正義、神奈川県の長洲一二、世田谷区の大場啓二などが挙げられる。これらはいずれも社共共闘、あるいは全野党共闘によって当選した革新首長に対し、県政（区政）野党として影響力が低下していた自民党がその再選時に政策協定を結んで与党に返り咲くという経緯をたどった。これらの場合では当選当初から進めていた政策の多くがその後も引き継がれ、社会党の影響力は維持されたが、当初は重要な支持母体の1つだった共産党は首長による自民党への迎合や政策転換を理由にこの「オール与党」体制から離脱して、後に対立候補を出す場合もあった。非常に稀だが、京都市の舩橋求己や神戸市の宮崎辰雄のように自民・社会・共産・民社・公明の全政党が相乗りするオール与党の例もある。

#### 拡大
1980年代、（旧）革新自治体だけではなく、自民党が推す保守系の候補者に革新・中道系の各政党が同調する形でも相乗り選挙が展開され、保守優位の自治体でもオール与党体制が広がっていった。背景には社会党が公明党・民社党・新自由クラブの台頭によって都市部での票を失い、農村部に集票基盤をシフトしたことが挙げられる。自民党とは政治思想的な距離が遠い社会党だが、地方重視という点では自民党と政策が近くなり、それゆえ地方自治の現場では協力する余地が発生した。また、地方における保守・中道・革新の各勢力が共同で中央に陳情することは、利益誘導において絶大な効果を発揮した。「地域の悲願」を演出できる上に、特定の政党への利益誘導とは見られにくいという効果があったからである。中央からの予算獲得は、地方の政治家にとって自治体の限られた予算を奪い合うよりも多くの見返りを期待できたと推測される。このようなタイプのオール与党体制が擁立する首長は、中央とのパイプを持つ（予算獲得に有利な）霞が関の元官僚が多かった。首長にとっては、オール与党体制は選挙での相乗りによって無投票の可能性を高め（コストが削減できる）、再任をほぼ確実なものにできるという「メリット」も存在した。
中選挙区制の下では、同じ選挙区で複数の自民党国会議員が選出されていることがあり、同じ党でありながら支持者の獲得を巡って激しく対立するケースが存在した。このような場合、各自民党国会議員は選挙区の首長にそれぞれ自分の配下を候補者として擁立し、同僚議員の建てた候補者と「代理戦争」を展開した。さらに一部の自治体では、2人いる自民党系の首長候補者の片方にだけ社会党・公明党・民社党が支持・推薦をする「見かけ上の相乗り」が発生した（森奥戦争下の1990年金沢市長選挙など）。保守の一部と中道・革新勢力が手を結ぶ枠組みは、後の「非自民・非共産連立政権」につながっていく。

#### 後退
安易な公務員の擁立は政党の候補者リクルート能力を低下させ、選挙戦の回避は政党の求心力を低下させた。その結果、各党は新しい候補者を見つけ出すことが難しくなり、現職の首長に相乗りし続ける傾向が続いた。政党の力が弱まったことは、首長に全ての政党から支持を得させる必要性を薄れさせた。また、日本政府の財政は悪化しており、かつてのように陳情で中央から補助金を獲得するのが困難になった。すると各政党は制限された財政の中で予算を奪い合うようになり、各自治体でオール与党体制が崩壊していった。
1990年代末以降、日本の地方自治体を巡る環境は大きく変化した。宮城県の浅野史郎、松山市の中村時広、横浜市の中田宏など、現職相乗り候補を選挙戦で打ち破る例が続出した。この現象が起きた自治体は比較的人口が多く、住民の行政に対する距離感や不信感がある地域が多かった。浅野らは議会勢力と距離を置き、組織戦ではなく浮動票を最大限に獲得する選挙戦を展開した。
オール与党体制で「地域の悲願」が達成された自治体では、その恩恵を巡って地域間対立が発生した。例えば長野県では新幹線の開通によって経済情勢が再編され、松本地域の地位が低下した。長野県民の中には地域間格差の懸念や談合への嫌悪感が高まり、「脱ダム宣言」をした田中康夫が現職の後継指名を受けた候補者を破って当選した。
平成の大合併もオール与党体制の破壊に一役買った。各自治体では、合併の是非をめぐって市町村内での対立が生じ、事前調整で地域をまとめることが困難になった。さらに合併自治体の多くでは、旧自治体間の主導権争いが展開され、オール与党体制を構築するのが難しかった。例えば長崎市長射殺事件が起きた2007年長崎市長選挙では、西日本新聞記者の横尾誠が旧町民から比較的多くの支持を受けたのに対し、長崎市職員の田上富久が合併前の旧長崎市でより多くの支持を受けて当選した。旧町民は田上が市長になることで中心部（旧長崎）重視の市制になると危惧していた、とする見方がある。
2006年4月に小沢一郎が民主党代表に就任してから、政令指定都市・都道府県の首長選挙で原則相乗り禁止の方針を打ち出した。このため2007年統一地方選挙では、与野党相乗り候補者が激減した。しかし、2011年統一地方選挙は東日本大震災の直後だったこともあり、与党・民主党への批判が強かった。もともと自民党と比べて地方組織が弱い民主党は候補者を擁立できない、または擁立しても自民系の候補に勝てないと判断し、6県の知事選で自民党と民主党の相乗りを行った。自民党と直接対決したのは比較的民主党の地盤が強い2県にすぎなかった。

#### 2010年代
2015年の第18回統一地方選挙では自民党も民主党も独自候補の擁立に苦慮し、相手の公認候補に推薦を出す形での相乗り候補が増え、10県中6県の知事選で自民党と民主党の相乗りが行われた。
2000年代に行われた石原慎太郎都知事時代の東京都知事選挙では、民主党は自民党・公明党が支援している石原に対する独自候補を一応擁立するという構図となっていたが、民主党は知事の提案にほとんど賛成しており事実上の与党とも言われた。土屋敬之など石原に近い立場の民主党議員に至っては党が支援した候補ではなく石原を支援するという姿が見られた）、2012年の石原の辞任により行われた都知事選では、民主党は独自候補を見送る一方、共産党・社民党、そして民主党を除籍（除名）された小沢一郎らの国民の生活が第一が共に同一候補を支持することになり、変則的ながら1987年以来の革新共闘の成立となった。
大阪府では、オール与党体制下での大阪市の不祥事をうけて大阪維新の会が台頭。維新系首長に対抗するために首長選挙や議会運営などで自民党と共産党が共闘するという極めて珍しい展開となり（自共共闘）、オール野党となっている。
2010年代後半からは、旧民主党系の立憲民主党を中心に共産党を含んだリベラル勢力の民共共闘が行われている（なお新社会党のみ、野党共闘以前から地方自治体の選挙では共産党が推薦・支持する候補を支援することがあった）。

### 分析

#### 政党連合の仮説
各政党が組む連合の組み合わせとしていくつかのモデルが作られている。
- 最少勝利連合 - 議会の過半数を取れる政党連合の組み合わせのうち最も規模の小さいもの。与党議員にとって1人当たりの予算・ポストの取り分が最も多くなる。実際にはイデオロギーの差が大きい政党（たとえば自民党と共産党）が組むことは少ないので、現実に即した理論とは言えない。
- 最低政党数連合 - 連合に参加する政党の数が最も少ない組み合わせ。政党間の交渉コストを抑え、連合内の対立が発生する確率を減らすことができる
- 隣接最少連合 - 政党間の交渉はイデオロギー的な順序を反映して行われ、隣接する政党の仲立ちによって連合が形成されるとする
- 最少レンジ連合 - 政党連合内のイデオロギーの差異を最小限にする組み合わせ

日本のオール与党体制はこれらのうちどのモデルにも当てはまっていないように見える。しかし、前述したように自民党と社会党が共に農村重視であることから考えると、両党が組むことは隣接最少連合になる。また、かつてはオール与党体制の方が中央から予算を獲得するのに有利だった（前述）。このため、各党は政党連合を小さくして取り分を増やすことよりも、予算獲得のために協力するためにオール与党体制を作る選択肢が生まれた。

#### 自治体運営
オール与党体制は首長の支持基盤を強化し、結果として自治体の財政規律を維持するのに一役買ったとされる。選挙に弱い首長ほど、支持基盤の強化のために公共事業などに予算をつぎ込む傾向があるからである。

#### 有権者の意識
1970年代以降は有権者の間でも保守と革新の対立意識が薄れ、代わりに都市と地方の格差是正が争点に浮上した。このことは地方において保革相乗り選挙・オール与党体制を行いやすくなる土壌となった。しかし、1990年代から2000年代初頭にかけて、汚職・官製談合などにより有権者の地方政治に対する信頼感は大きく損なわれ、相乗り選挙に対しても否定的なイメージが付くようになった。これは、政党から支持を受けない無党派候補者の登場を促した。

#### 投票率
相乗り選挙が行われると投票率が下がることは経験的に知られている。相乗り候補は選挙に強く、有権者が選挙に行く動機を弱らせるからとされている。投票行動のダウンズモデルによれば、投票率が下がる理由は次のように説明できる。
{\displaystyle R=pB-C+D}
つまり、有権者の投票参加の期待効果Rは、自らの一票が選挙に影響を与える確率pと候補者から得られる期待効果Bを掛けたものに、投票コストC と選挙に参加した満足感Dを足したものと解釈される。Rが0より大きければ、有権者は投票し、小さければ棄権すると想定される。首長選挙で相乗りが行われると事前に勝つ候補者が分かるのでpが減る。また、事前調整で政策が決まってしまいBが減る有権者も現れる。結果的にpBが減少し、CとDがほぼ一定にもかかわらず、投票率が低下してしまう。

#### 批判票
一般的に相乗り候補は議会に支持基盤を置き、組織票を中心とした選挙戦を展開している。これに対して相乗り候補への対抗馬は、相乗りに批判的な浮動票の獲得を志向する傾向がある。このため、対立候補は落選しながらも、その基礎票を大きく上回る得票を得る事がある（顕著な例として神奈川県知事選挙における山本正治があげられる）。共産党は古くからこの路線を採ってきたが、有権者の間に根深い「共産アレルギー」があったため、相乗り候補への批判が選挙結果に反映されてこなかった。浅野・中村・中田（前述）らは、共産党候補者よりも幅広い批判票を集めることができたため、相乗り候補を破り当選することができた。

## 国会
国会では1980年代以降、国会対策委員長会談が日本共産党を排除して行われ、法案採決や日程について他の全ての政党の間で調整が図られ、「表で対立、裏では協調」という国対政治が進められていた。共産党を除いた全党が賛成に回る法案も多数存在する。そのため国会についてもオール与党であると共産党は批判している。無論、共産党を含めた「全会一致」で可決される法案も多数存在する。

1999年の自自公連立発足後は、共産党の書記局長も他党の幹事長と同列に参加するようになり、共産党排除は解消された。2007年には、読売新聞グループ本社会長兼主筆渡辺恒雄の呼びかけにより、ねじれ国会となっていた中央政界の打開を目的に自民党総裁福田康夫と民主党代表小沢一郎との間で大連立に向けて党首会談が行なわれ、国会でのオール与党実現が検討された。

2009年9月にかつての野党第一党だった民主党中心の政権が発足（政権交代）して以降、民主党が安全保障問題、社会保障問題、税制問題、国民総背番号制、機密費公開問題などでかつての与党だった自民党に近い保守寄りの政策を打ち出す姿勢を見せたことで、民主党と自民党との間に政策の明確な対立軸が少なく無くなりつつあり、オール与党体制となりつつあった。特に、野田内閣下の2012年では民主党、自民党、公明党の3党間で社会保障と税制を巡り三党合意が交わされた。
その後自民党が第一党に復帰し、自公政権に戻って以降は、再び対決路線をとるようになっている。

2010年代以後台頭した、与野党双方に対して是々非々の方針を採る第三極（日本維新の会や国民民主党）は国対政治の場から排除されないばかりかむしろ、自民党、公明党、立憲民主党、日本共産党のいずれからも懐柔の対象とみられている。

小沢は55年体制が「自民党と社会党は地下茎でつながっていて、国会が止まったりするのは芝居。すべて実質的に全会一致だった」 とし、保守二大政党制導入による国対政治からの脱却を主張している。

## 「相乗り」と「共闘」の違い
国会・地方自治のいずれの場合でも、特定の主義主張を超えた選挙などの協力に用いられるが、ニュアンスは異なる。
「相乗り」は「オール与党」である場合も含め、自民党など保守政党が中心になるケースが多い。一方、「共闘」は統一戦線であり、革新政党もしくは左翼政党が中心になったケースで用いられる。
また、「相乗り」が基本的に選挙のみの協力を指すのに対し、「共闘」は選挙以外での協力を含めるケースが多い。